# António Cândido Gonçalves Crespo
António Cândido Gonçalves Crespo (Rio de Janeiro, 11 de Março de 1846 — Lisboa, 11 de Junho de 1883) foi um jurista e poeta português de influência parnasiana, membro das tertúlias intelectuais portuguesas do último quartel do século XIX. Nascido nos arredores da cidade do Rio de Janeiro, filho de mãe escrava, fixou-se em Lisboa aos 14 anos de idade e estudou Direito na Universidade de Coimbra. Dedicou-se essencialmente à poesia e ao jornalismo.

## Biografia
Nasceu nos arredores da cidade do Rio de Janeiro, no Brasil, filho de um comerciante português, António José Gonçalves Crespo, que era à data casado com Teodora Maria Ferreira, e de Francisca Rosa da Conceição, uma mestiça e escrava. Aos 14 anos de idade mudou-se para Portugal.
Depois de estudos preparatórios em Lisboa, matriculou-se em Direito na Universidade de Coimbra, onde se formou em 1877.
Fixou-se em Lisboa, onde apesar de ter adquirido a nacionalidade portuguesa, ao tempo requisito para o exercício da advocacia, pouco exerceu aquela profissão, optando antes pelo jornalismo. Foi colaborador de diversos periódicos, entre os quais O Occidente (1878-1915) e a Folha, o jornal de Coimbra em que era director João Penha, o poeta que introduziu o parnasianismo em Portugal, tendo colaborado igualmente na revista literária  República das Letras  (1875), dirigida pelo mesmo, de que saíram três números. Colaborou também nas revistas Renascença  (1878-1879?), A Mulher   (1879), Jornal do domingo (1881-1888), A Leitura ((1894-1896), Branco e Negro (1896-1898),   Serões (1901-1911) e na Revista de turismo  iniciada em 1916. Como poeta estreou-se com a colectânea Miniaturas, publicada em 1870. Também se dedicou à tradução, publicando versões em português de poemas de Heinrich Heine.
Em 12 de Março de 1874, ainda estudante, casou com a poetisa e escritora Maria Amália Vaz de Carvalho, ingressando, graças a ela e ao seu círculo de amigos, no mundo das tertúlias intelectuais de Lisboa. Nesses círculos a avançou na sua carreira como poeta e publicista, ganhando grande nomeada. Influenciado pela escola parnasiana, nas suas obras poéticas abandonou a estética romântica, afirmando-se como poeta de grande qualidade, particularmente após a publicação póstuma da sua obra completa (1887). A sua colectânea Nocturnos conheceu várias edições (1882, 1888, 1897, 1923, 1942). Em colaboração com a esposa publicou o livro Contos para os Nossos Filhos (1886).
Foi também atraído para o mundo da política e em 1879 foi eleito deputado às Cortes pelo círculo do Estado da Índia. Faleceu em Lisboa, vítima da tuberculose, com apenas 37 anos de idade, na Travessa de Santa Catarina, número 11, pelas 18 horas e 30 minutos de 11 de Junho de 1883. Foi sepultado no Cemitério dos Prazeres, em jazigo, deixando dois filhos menores, Luís e Maria Cristina. O terceiro filho, nascido em 17 de Julho do mesmo ano, morreu à nascença e foi-lhe dado o nome do pai.
A sua afirmação como poeta foi reforçada em 1887, quando foram publicadas as suas Obras Completas, com prefácio de Teixeira de Queirós e de Maria Amália Vaz de Carvalho.

## Obras publicadas
- Miniaturas (1870)
- Nocturnos (1882)
- Contos para os Nossos Filhos (1886, com Maria Amália Vaz de Carvalho)
- Obras Completas (1887)